# Adesmia digitata
Adesmia digitata är en ärtväxtart som beskrevs av Arturo Erhardo Erardo Burkart. Adesmia digitata ingår i släktet Adesmia och familjen ärtväxter. Inga underarter finns listade i Catalogue of Life.